# (32077) 2000 JW72
2000 JW72 (asteroide 32077) é um asteroide da cintura principal. Possui uma excentricidade de 0.11623180 e uma inclinação de 4.78612º.
Este asteroide foi descoberto no dia 2 de maio de 2000 por LONEOS em Anderson Mesa.